# Río Miñor
El río Miñor es un río del noroeste de la península ibérica que discurre por la provincia de Pontevedra, en Galicia, España.

## Etimología
Según  E. Bascuas, "Miñor", atestiguado en 1076 como flumen Minoris, es una forma de origen paleoeuropeo, derivada de la raíz indoeuropea *mei- 'caminar, ir'.

## Curso
Es un río breve, de 16 km de longitud. Nace en la sierra de Galiñeiro, a 400 m de altitud, en el municipio de Gondomar, discurriendo por este y por los municipios vecinos de Nigrán y Bayona, sirviendo de límite entre ellos. Recibe aguas además del río Zamáns, que también nace en la sierra de Galiñeiro. Dicho río cuenta con un pequeño embalse, que proporciona agua a localidades del valle como Gondomar y Nigrán.
Forma un importante valle, al que le da su nombre, el Valle Miñor, una comarca natural de Galicia. Desemboca en A Foz (Nigrán), junto a Monte Lourido.
En su desembocadura hay una marisma declarada espacio protegido por su alto valor ecológico, que aparece incluida en la Red Natura 2000. En Ramallosa cuenta con un importante puente del románico tardío que une los ayuntamientos de Bayona y Nigrán.
El estuario del río Miñor, también conocido como estuario de la Foz, se extiende desde la Xunqueira (Gondomar) hasta su entrada en la ría de Bayona, junto a la playa de Ladeira. A su paso por el puente de La Ramallosa el cauce se estrecha hasta tan sólo unos 60 m de anchura. En su parte más ancha alcanza los 350 m, y al final de su recorrido vuelve a estrecharse a causa de la playa Ladeira, justo antes de unirse con el océano Atlántico, en donde tiene apenas unos 75 m.